# Huracán Buceo
Huracán Buceo, właśc. Club Social y Deportivo Huracán Buceo – urugwajski klub piłkarski założony 15 marca 1937, z siedzibą w dzielnicy Buceo w mieście Montevideo.

## Historia
Klub założony został 15 marca 1937. Mistrzostwo drugiej ligi w 1969 dało awans. Debiut był znakomity i Huracán Buceo został wicemistrzem Urugwaju. Później na ogół plasował się w środkowych rejonach tabeli, od czasu do czasu zbliżając się do pozycji medalowych lub spadkowych. Dnia 14 lipca 1985 oddany został do użytku obecnie używany stadion klubu Parque "Huracán Buceo".
Po około 20 latach gry w pierwszej lidze klub spadł do ligi drugiej, ale tylko na jeden sezon. Jednak powrót też był jednosezonowy. W 1995 drugie mistrzostwo drugiej ligi dało ostatni jak dotąd awans do pierwszej ligi. Klub utrzymał się w niej kilka lat, by w 2001 spaść z niej - jak dotąd bezpowrotnie. Zaczęły stopniowo narastać kłopoty finansowe doprowadzając do tego, że klub w 2005 musiał wycofać swą drużynę z rozgrywek drugoligowych. W sezonie 2007/2008 klub ponownie przystąpił do rozgrywek drugoligowych.

## Osiągnięcia
- Mistrz drugiej ligi urugwajskiej (2): 1969, 1995
- Wicemistrz Urugwaju: 1970
- Udział w Copa CONMEBOL: 1998 (ćwierćfinał)